# Krystalina
Krystaliny – grupa białek będących głównymi składnikami białkowymi soczewki oka kręgowców. Dzielą się na α-, β- i γ-krystaliny. Stosunek stężeń poszczególnych klas krystalin w soczewce różni się pomiędzy gatunkami. Krystaliny, aby móc spełniać swoje funkcje optyczne, muszą być przede wszystkim rozpuszczalne oraz stabilne. Ponadto wszystkie krystaliny są białkami niezwykle konserwatywnymi, wiąże się to z ich kluczową funkcją w prawidłowym funkcjonowaniu oka.
Soczewka jest narządem skupiającym wiązkę światła oraz pozwalającym na formowanie obrazu na siatkówce oka. Aby wykonywać swoją funkcję prawidłowo soczewka musi być przezroczysta, mieć wysoki współczynnik załamania światła, niski współczynnik rozpraszania światła oraz zawierać białka cytoplazmatyczne o wysokiej rozpuszczalności. Komórki włókien soczewki aby zapewnić przezroczystość organu muszą w trakcie różnicowania pozbyć się organelli komórkowych, takich jak jądro, mitochondria czy rybosomy, w procesie zbliżonym do wczesnych etapów apoptozy. Strata tych struktur komórkowych powoduje, że w pełni zróżnicowane komórki włókien nie są w stanie ani produkować, ani degradować białek, a co za tym idzie – białka powstałe w czasie różnicowania muszą pozostawać funkcjonalne przez całe życie osobnika. 
Komórki włókien soczewki mają wyjątkowo wysokie stężenie białek w cytoplazmie, u ludzi wynosi ono ok. 0,32 g/ml. Komórki te charakteryzują się także bardzo niskim ciśnieniem parcjalnym tlenu, ze względu na niski współczynnik przenikania tlenu przez błonę.
Ponieważ cząsteczki krystalin nie są wymieniane przez całe życie, mogą służyć do oceny wieku zwłok metodą radiowęglową.

## α-Krystaliny
W genomie człowieka występują 2 geny α-krystalin: αA (chromosom 21) i αB (chromosom 11). Kodują one białka mające 57% identyczności sekwencji oraz tzw. „domenę α-krystalin” charakterystyczną dla małych białek szoku cieplnego (sHsp). 
α-Krystaliny kręgowców, tak jak wiele sHsp, tworzą multimeryczne polimery statystyczne o masie cząsteczkowej od 300 do 1200 kDa. Z tego względu jak dotąd nie udało się określić modelu strukturalnego monomeru α-krystaliny metodą rentgenograficzną. Badania z użyciem dichroizmu kołowego wskazują na przewagę struktur β-kartki i mniej niż 20% α-helis.
Ekspresja αA-krystaliny ograniczona jest do soczewki, w innych tkankach można znaleźć jedynie jej śladowe ilości, natomiast αB-krystalina nie jest specyficzna tylko dla soczewki oka, jej ekspresja została stwierdzona także w mózgu, sercu czy mięśniach. Ponadto ekspresja αB-krystaliny jest indukowana stresem. Silny wzrost ekspresji zarówno αA- jak i αB-krystaliny skorelowany jest z różnicowaniem komórek epitelialnych soczewki w komórki włókien soczewki. U człowieka stosunek αA- do αB-krystaliny w soczewce płodu wynosi 2:1, natomiast stosunek ten spada do 3:2 w wodnej frakcji soczewki u osoby 55-letniej. 
Uważa się, że α-krystaliny pełnią w soczewce zarówno funkcje strukturalne, jak i opiekuńcze, mianowicie zachowują się tak jak białka szoku cieplnego wiążąc zdenaturowane białka aby zapobiec ich agregacji i stracie przezroczystości organu.
U myszy z nokautem αA-krystaliny rozwija się zaćma, a ciałka inkluzyjne w soczewce zawierają agregaty złożone z αB-krystaliny oraz γ-krystalin. 
Myszy z nokautem αB-krystaliny nie wykazują widocznych zmian w strukturze soczewki oka, jednak ze względu na skróconą długość życia nie ma możliwości zbadania zmian przezroczystości soczewki związanych z wiekiem.
Podwójny nokaut αA- oraz αB-krystaliny u myszy powoduje dotkliwe zmiany w strukturze oka, soczewki są znacząco mniejsze, a różnicowanie komórek włókien soczewki jest poważnie zaburzone.

## β-Krystaliny
Są to białka oligomeryczne, zbudowane z 4 motywów „klucza greckiego” ułożonych w dwie domeny. W porównaniu z γ-krystalinami, wszystkie β-krystaliny mają dłuższy N-koniec, natomiast zasadowe β-krystaliny także mają wydłużony C-koniec białka.
Rodzina β-krystalin składa się z białek zasadowych (βB1, βB2 i βB3) oraz kwasowych (βA1, βA2, βA3 i βA4). U ssaków wszystkie ulegają specyficznej ekspresji w soczewce oka. 
βB1- oraz βB3-krystalina u człowieka jest produkowana na początku procesu różnicowania komórek włókien soczewki, natomiast βB2-krystalina ulega ekspresji ciągłej. Kwasowe β-krystaliny posiadają szerszy wzór ekspresji i znajdują się one zarówno w centrum, jak i w korze soczewki.

## γ-Krystaliny
Jest to rodzina białek monomerycznych i podobnie jak β-krystaliny, zbudowana z 4 motywów „klucza greckiego” zorganizowanych w dwie domeny. Genom ssaków zawiera siedem genów dla γ-krystalin. Geny γA, γB, γC, γD, γE oraz γF-krystalin są ze sobą blisko powiązane tworząc powtórzony tandemowo klaster i wykazując dużo podobieństwo sekwencji. Siódmy gen, γS-krystaliny, zlokalizowany jest na innym chromosomie i odbiega od pozostałych pod względem identyczności sekwencji nukleotydów, a co z tym związane – występują różnice w składzie aminokwasowym, głównie zlokalizowane na N- i C-końcu białka. 
Geny γ-krystalin ulegają specyficznej ekspresji w soczewce oka ssaków, czas wzmożonej transkrypcji przypada na ostatni etap różnicowania komórek włókien soczewki. 
Pomimo iż w genomie człowieka występuje wszystkie sześć krystalin w klasterze (γA–γF), to tylko dwie z nich, γC i γD ulegają ekspresji na wysokim poziomie. Transkrypcja γA- i γB-krystaliny jest dużo niższa, natomiast γE- i γF-krystalina stanowią pseudogeny.

## Modyfikacje krystalin a rozwój zaćmy
W związku z długim czasem życia tych białek, mogą one ulegać stopniowo szeregowi nieodwracalnych modyfikacji, takich jak proteoliza, deamidacja, utlenianie, reakcja Maillarda, reakcje z wolnymi rodnikami. Najbardziej szkodliwymi modyfikacjami dla funkcjonowania soczewki są te, które obniżają przezroczystość przez destabilizację lub zmniejszenie rozpuszczalności zawartych w niej białek.
W 1992 r. Horwitz zaproponował udział α-krystalin w rozwoju zaćmy nabytej. α-Krystalina mogłaby utrzymywać przezroczystość soczewek przez wiązanie się ze źle sfałdowanymi lub uszkodzonymi białkami w komórkach włókien soczewki i zapobieganiu ich agregacji.
Zaćma jest najbardziej powszechną przyczyną ślepoty. Jej obecność może być związana z mutacją jednej z krystalin soczewki i wtedy zwykle ujawnia się po urodzeniu. Ponadto może także być jednym ze skutków cukrzycy (cataracta diabetica) lub starzenia (cataracta senilis). W ciągu życia człowieka białka soczewki oka ulegają zmianom konformacyjnym związanym z uszkodzeniami struktury polipeptydów w wyniku różnych modyfikacji, np. utlenieniu lub niewłaściwemu oddziaływaniu białek ze sobą i agregacji. Zaćma starcza jest chorobą powszechną, a według badań Beaver Dam Eye Study zapada na nią aż 88% osób powyżej 75 roku życia.
Rozpatrując zaćmę starczą jako molekularny proces zmniejszający transparentność soczewek oka, wynika on z niedoboru aktywności białek opiekuńczych jakimi są α-krystaliny.